# Холодилин, Николай Петрович
Никола́й Петро́вич Холоди́лин (1843 год, Орловская губерния, Российская Империя — 9 апреля 1929 года, Луганск) — политический деятель, предприниматель, чиновник, первый городской голова Луганска (1883—1891).

## Биография
Николай Холодилин родился в 1843 году в Орловской губернии в семье крепостных.
Отец Николая — Пётр Тимофеевич, откупился от хозяина — князя Шеховского[уточнить] в 1850 году. После приобретения свободы пошёл работать коробейником. Через некоторое время он приехал в посёлок Луганский завод. Поселился на улице Казанской (сейчас улица Карла Маркса), где стал торговцем. Дело пошло хорошо, и вскоре Пётр выкупил и своих братьев — Семёна и Ивана . Семья была большая, и чтобы не путаться к именам добавляли прозвище Тимофеевы-ды и Холодилины. Вскоре прозвище Холодилин стало фамилией.
Пётр Холодилин был самоучкой. Николай Холодилин продолжил и стал расширять торговое дело отца. Когда Николай Холодилин женился на дочери купца Анне Федоровне Мальцевой, кроме пекарни и булочной, он создал мануфактурный магазин.
Николай Холодилин занимался благотворительностью и общественной деятельностью, а также работал старостой Казанской церкви.
Сначала избрался членом Земства, а после этого — в 1883 году стал городской главой.
Николай Холодилин подарил Луганску сад, который раньше принадлежал Холодилиным. Сад превратился в горно-коммерческий клуб, позже он получил имя Первого мая.
Для работы Луганской думы построили особняк на улице Казанской, там потом находился музей Ворошилова, сейчас здание принадлежит Луганскому городскому музею истории и культуры.
При Холодилине Луганск быстро развивался:
- В 1878 году появилась железная дорога в Дебальцево, в 1898 году — в Миллерово[2][4].
- В 1896 году начало работу «Русское общество машиностроительных заводов Гартмана»[2][4].
- На улице Петербургской (сейчас улица Ленина) уничтожили казармы бывшего литейного завода. На освободившейся территории построили каменные двухэтажные дома, и улица стала центром культуры и торговли[2].
- На улице Почтовой и Английской (сейчас улица Даля) появились здания администрации и местной аристократии[2][4].
- Холодилин пытался улучшить состояние базаров. Городская дума улучшила извозчий промысел и поставила таксу для того, чтобы оплатить легковых извозчиков[2][4].

В 1887 году Луганский литейный завод закрылся. Через восемь лет Николай Петрович сумел попасть на приём к императору Александру III и в 1895 году завод открылся под названием «Казённый патронный завод».
В 1885 год]у умерла жена Анна Фёдоровна от которой у Холодилина осталось было 6 детей (двое умерли раньше).
В 1886 году Холодилин женился на молодой греческой вдове Вере Васильевне (1868—1920), она была на 25 лет моложе мужа.
В этом браке родилось 10 детей, из которых 4 умерли во младенчестве. Вся большая семья жила в двухэтажном здании на Казанской улице.
Холодилин занимался общественной деятельностью и не обращал внимание на торговую, а когда вернулся к ней, было уже поздно: там был развал. Многие контрагенты не возвращали ему долги. В 1905 году Холодилин стал банкротом и попал в тюрьму из-за долгов. Семья стала бедствовать. В 1905 году не достигшие совершеннолетия дети стали зарабатывать на жизнь сами.
После выхода из тюрьмы Холодилин заболел и не занимается активной работой.
В 1920 году умерла его жена, а 1929 году умер сам Холодилин.

## Личная жизнь
Николай Петрович Холодилин был женат дважды:
- Первая жена - Анна Фёдоровна Мальцева. Родила 8 детей. Умерла в 1885 году[2][3].
- Вторая — Вера Васильевна. Была на 25 лет моложе. Родила 10 детей[2][3].

У Холодилина было 18 детей, много из которых рано умерли.
Дети и внуки от первого брака:
- Двое умерли в детстве[3].
- Пётр (1876—1936) работал коммерсантом, а потом бухгалтером. Семьи не имел[3].
- Глафира (1876—1964) работала домохозяйкой. Её дочь Ольга Холодилина работала гинекологом. Потомки Ольги живут в Луганске[3].
- Александр (1880—1941) работал преподавателем музыки. Его дети уехали из Луганска после начала Великой Отечественной войны[3]:
  - Игорь[3] работал главным конструктором Коломенского тепловозо-строительного завода[6].
  - Александр работал в Министерстве культуры СССР. Участвовал в Великой Отечественной войне[3].
- Иван (1862—1930) работал бухгалтером. Имел двух дочерей: Валентину и Лидию. Лидия Ивановна родила двух дочерей: Галину и Веру. У Галины была дочь Татьяна и внучка Анна. Вера умерла в 16 лет, заснув летаргическим сном[3].

Дети Николая Холодилина от первого брака не имели высшего образования.
Дети от второго брака:
- Четверо умерли в младенчестве[3].
- Сергей (1887—1961) окончил Московский университет, работал преподавателем физики, был доцентом в Луганском педагогическом и машиностроительном институтах, в 1956 вышел на пенсию с должности завкафедрой физики ЛВМИ. Дочь Наталья преподаватель металловедения в университете Ленинграда. Дочь Софья работала архитектором[3]. Участвовала в Великой Отечественной войне. Она жила в Одессе, а её дочь в Риге[3].
- Татьяна работала преподавателем в школе в Москве. Участвовала в Великой Отечественной войне. В Москве живут её дети и внуки[3].
- Владимир (1894—1944) окончил медицинский факультет в Одесском университете. Воевал на фронте в Первой мировой войне. Жил в Харькове. Кирилл Холодилин участвовал в Великой Отечественной войне и погиб у Варшавы в 1944 году[3].
- Мария (1896—1990) училась в Харьковском медицинском институте. Жила в Луганске. Её дочь Мария попала в Италию во время Великой Отечественной войны и вышла замуж за эмигранта из России Гриненко, впоследствии переехала с семьёй в Аргентину[3].
- Юлия (1900—1940) очень рано заболела туберкулёзом[3].
- Василий (1901—1917) из-за большего наводнения в 1917 году заболел ревматизмом, так как он спасал людей из домов на лодке. Умер в 16 лет[3].

## Память

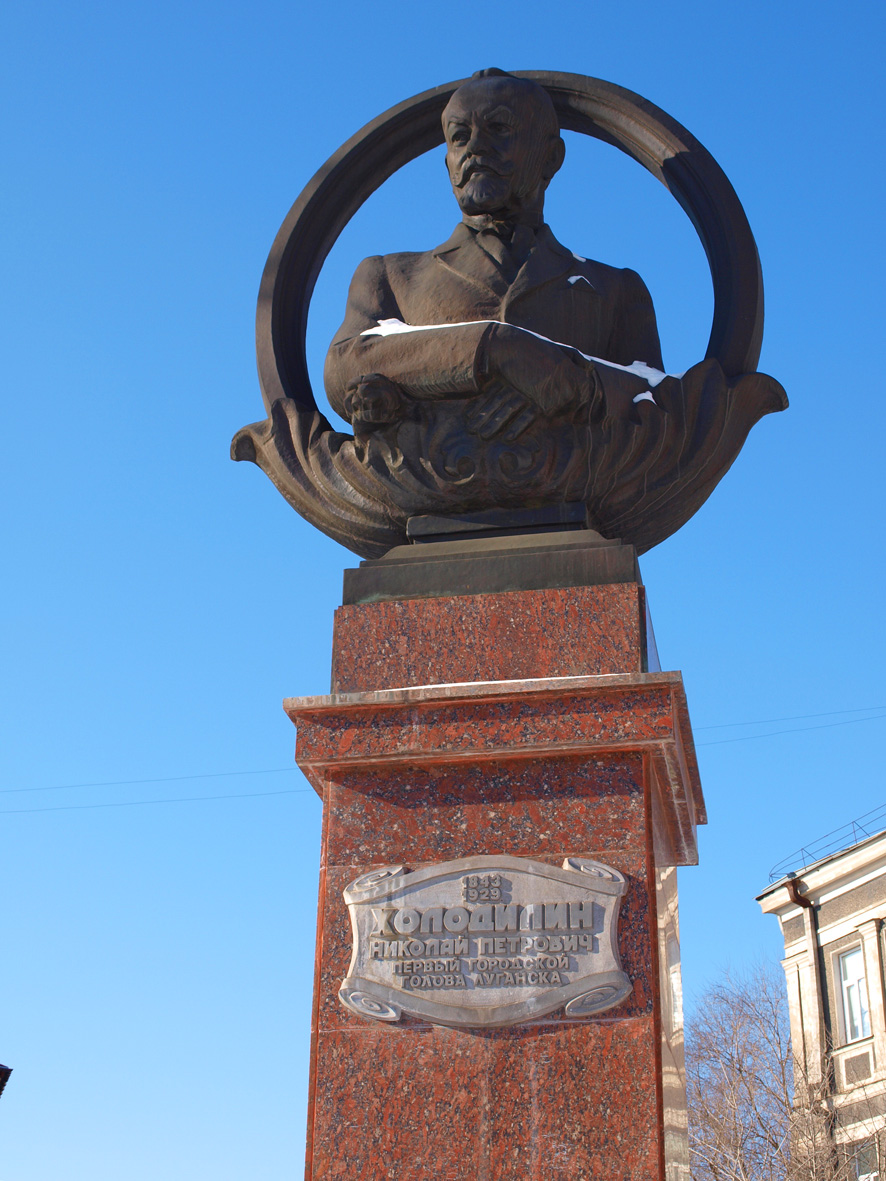
Памятник Николаю Петровичу Холодилину в Луганске

В сквере Памяти (возле библиотеки им. Горького) находилось кладбище, в котором был склеп семьи Холодилиных. Кладбище и находящаяся там церковь уничтожены в советское время. Сейчас на месте склепа стоит крест.
На Петербургской улице в Луганске установлен памятник Николаю Петровичу.
В августе 2018 года почта Луганской Народной Республики выпустила почтовые марки «Холодилин Н. П.» и «Памятник Холодилину Н. П.».